# Burj Al Babas
Burj Al Babas es un desarrollo residencial abandonado ubicado cerca de Mudurnu, Turquía, con 732 casas casi idénticas, cada una diseñada para parecerse a un château en miniatura. El sitio, bajo el desarrollo del Sarot Group, fue abandonado en 2019 después de que los desarrolladores se declararan en quiebra con una deuda de 5 millones de dólares.

## Concepto original
Burj Al Babas es un proyecto de desarrollo habitacional propiedad de los empresarios de construcción de Estambul, los hermanos Yerdelen. El proyecto consistió en la construcción de 732 villas de lujo de tres pisos, todas muy similares entre sí y caracterizadas por elementos de la arquitectura gótica, inglesa y estadounidense. Las torres cilíndricas con ventanas tipo buhardilla y las torres cuadradas con balaustradas fueron inspiradas respectivamente en la Torre de Galata y la Torre de la Doncella en Estambul. El nombre significa "torre de los Babas" en árabe, refiriéndose a las cercanas Babas Kaplıcası (baños termales Babas), una casa de baños de la era otomana.
Según el folleto original, el centro del complejo debía incluir una estructura con cúpula que albergaría un centro comercial, instalaciones de salud y belleza como baños turcos, una mezquita, una sala de cine y otros servicios.
Las casas estaban a la venta por entre 370,000 y 530,000 dólares.
Con el objetivo de atraer al mercado árabe, los socios nombraron al desarrollo la Burj Al Babas Thermal Tourism Company y comenzaron a comercializar las casas a través de su agencia inmobiliaria en Kuwait.
El sitio, ubicado en la región del Mar Negro de Turquía, estaba cerca de los manantiales termales de la región. Excavaciones en el sitio revelaron que a 200 metros de profundidad la temperatura del agua alcanzaba los 68 °C.

## Complicaciones
La construcción del complejo comenzó en 2014. Utilizando 2,500 trabajadores, los desarrolladores tenían como objetivo finalizar el proyecto en cuatro años. Las ventas fueron inicialmente exitosas, con aproximadamente la mitad de los castillos vendidos por adelantado. Los compradores eran principalmente de los estados del Golfo, con aproximadamente 150 de la ciudad de Kuwait

Un contratista, Çapan Demircan, presentó una queja en 2014 alegando que la empresa constructora había violado leyes ambientales durante el proyecto, en relación con la disposición de escombros. En febrero de 2015, los trabajadores comenzaron a protestar por no haber recibido sus pagos. Esto culminó cuando uno de los trabajadores trepó a una de las torres y amenazó con saltar; finalmente fue rescatado por bomberos. Demircan abandonó el proyecto poco después, alegando que se le debía 700,000 dólares. Luchó por el caso durante varios años y tuvo altercados violentos con personas del Sarot Group en dos ocasiones, pero abandonó la demanda ambiental.
A finales de 2016, el trabajo de construcción de los castillos estaba retrasado. Esto inicialmente se atribuyó al clima frío de invierno, luego del intento de golpe de Estado de julio de ese año. Los contratistas no asistían al sitio, con quejas sospechosas sobre pagos.
En 2018, las ventas se estancaron, lo que llevó a los desarrolladores a declararse en bancarrota. La caída de los precios del petróleo y la inestabilidad en Turquía fueron citadas como razones para la caída en las ventas. El alcalde de Mudurnu, Mehmet İnegöl, se mantuvo confiado en que el proyecto comenzaría nuevamente. En 2022, una sentencia judicial sobre la quiebra declaró que el grupo Sarot estaba "cómodamente al crédito".
Para 2022, ningún castillo estaba terminado, y 587 de ellos estaban a medio construir. Muchos de ellos presentaban daños por agua, probablemente causados por la nieve acumulada durante los inviernos.
En el verano de 2024, el Emir de Kuwait, Mishal Al-Ahmad Al-Jaber Al-Sabah, visitó Turquía y habló con el presidente Erdoğan; aunque no se revelaron detalles de la conversación, se cree que se discutió el desarrollo sin terminar. Esto fue seguido por una renovación del interés en el caso. Las catorce empresas dirigidas por los Yerdelen y el Sarot Group fueron entregadas a un fondo estatal turco destinado a rectificar la situación financiera de empresas en dificultades.

## En la cultura popular
Burj Al Babas es el escenario del video musical de «Lose Control», una canción de 2019 de Meduza, Becky Hill y Goodboys.
El rapero alemán Ufo361 grabó el video musical de su canción «Bad Girls, Good Vibes».